# 菊池谦二郎

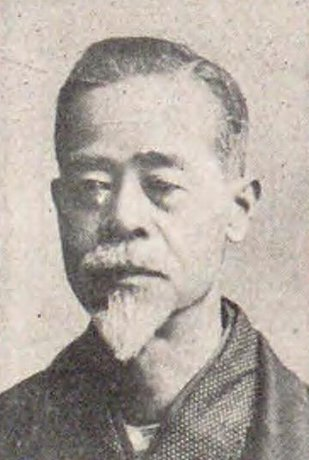
菊地健次郎

菊池谦二郎（日语：／，1867年2月23日（庆应3年1月19日）—1945年（昭和20年）2月3日）是日本教育家、历史学家，号仙湖。因与正冈子规、秋山真之、夏目漱石等人的交情而闻名，还因进行以藤田東湖为中心的水户学研究而著称，担任过众议员。